# Cary (rejon smorgoński)
Cary (biał. Цары; ros. Цари) − wieś na Białorusi, w obwodzie grodzieńskim, w rejonie smorgońskim, w sielsowiecie Sinki.
Dawniej używana nazwa – Trzeci Maj.

## Historia
W czasach zaborów wieś w gminie Smorgonie, w powiecie oszmiańskim, w guberni wileńskiej Imperium Rosyjskiego. W 1866 roku liczyła 38 dusz rewizyjnych w części należącej do dóbr Sutkowo i 4 dusze w części należącej do dóbr Cycyn. W 1905 roku liczyła 144 mieszkańców, 182 dziesięciny.
W latach 1921–1945 wieś leżała w Polsce, w województwie wileńskim, w powiecie oszmiańskim, w gminie Smorgonie.
W 1931 wieś w 25 domach zamieszkiwało 146 osób.
Wierni należeli do parafii rzymskokatolickiej w Smorgoniach i prawosławnej w Sućkowie. Miejscowość podlegała pod Sąd Grodzki w Smorgoniach i Okręgowy w Wilnie; właściwy urząd pocztowy mieścił się w Smorgoniach.
Po II wojnie światowej w granicach Związku Sowieckiego. Do 1973 roku w sielsowiecie Szutowicze. Od 1991 w niepodległej Białorusi.